# Augusto Montenegro
Augusto Montenegro (Belém, 26 de junho de 1867 - Suíça, 31 de julho de 1915) foi um político e advogado brasileiro. Governador do Pará, de 1 de fevereiro de 1901 a 1 de fevereiro de 1909.
Concluiu a Estrada de Ferro Belém-Bragança em 31 de dezembro de 1901, regularizou as finanças, melhorou o serviço de águas, e resolveu a secular pendência das terras do Amapá, ganhando dos franceses. Augusto Montenegro substituiu o governador Pais de Carvalho. Em sua homenagem, Augusto Montenegro foi o nome dado à rodovia que, da Av. Almirante Barroso, no entroncamento, em Belém, leva ao distrito de Icoaraci, em razão da expansão do município, sendo uma de suas vias mais movimentadas.
Residia no Palacete Augusto Montenegro, planejado por engenheiro italiano Filinto Santoro e construído em 1903 para ser residência particular do Governador, posteriormente abrigou a elite política e social local.  Atualmente o palacete é tombado pelo Patrimônio Público Estadual (através da Lei nº 3.529 de 13/12/2002 da Secretaria de Estado e Cultura do Pará) e funciona como Museu da UFPA desde 2003.
O governador extinguiu o Conservatório de Música Instituto Carlos Gomes, por decreto, demitindo o diretor e todos os professores, em 1908, dizendo ter que cortar gastos. O Conservatório já estava em funcionamento desde 1895 (cerca de 13 anos). 